# Eugene Thacker
Pour les articles homonymes, voir Thacker.
 (novembre 2021).
La mise en forme du texte ne suit pas les recommandations de Wikipédia : il faut le « wikifier ».
Les points d'amélioration suivants sont les cas les plus fréquents. Le détail des points à revoir est peut-être précisé sur la page de discussion.
- Les titres sont pré-formatés par le logiciel. Ils ne sont ni en capitales, ni en gras.
- Le texte ne doit pas être écrit en capitales (les noms de famille non plus), ni en gras, ni en italique, ni en « petit »…
- Le gras n'est utilisé que pour surligner le titre de l'article dans l'introduction, une seule fois.
- L'italique est rarement utilisé : mots en langue étrangère, titres d'œuvres, noms de bateaux, etc.
- Les citations ne sont pas en italique mais en corps de texte normal. Elles sont entourées par des guillemets français : « et ».
- Les listes à puces sont à éviter, des paragraphes rédigés étant largement préférés. Les tableaux sont à réserver à la présentation de données structurées (résultats, etc.).
- Les appels de note de bas de page (petits chiffres en exposant, introduits par l'outil «  Source ») sont à placer entre la fin de phrase et le point final[comme ça].
- Les liens internes (vers d'autres articles de Wikipédia) sont à choisir avec parcimonie. Créez des liens vers des articles approfondissant le sujet. Les termes génériques sans rapport avec le sujet sont à éviter, ainsi que les répétitions de liens vers un même terme.
- Les liens externes sont à placer uniquement dans une section « Liens externes », à la fin de l'article. Ces liens sont à choisir avec parcimonie suivant les règles définies. Si un lien sert de source à l'article, son insertion dans le texte est à faire par les notes de bas de page.
- La présentation des références doit suivre les conventions bibliographiques. Il est recommandé d'utiliser les modèles {{Ouvrage}}, {{Chapitre}}, {{Article}}, {{Lien web}} et/ou {{Bibliographie}}. Le mode d'édition visuel peut mettre en forme automatiquement les références.
- Insérer une infobox (cadre d'informations à droite) n'est pas obligatoire pour parachever la mise en page.

Pour une aide détaillée, merci de consulter Aide:Wikification.
Si vous pensez que ces points ont été résolus, vous pouvez retirer ce bandeau et améliorer la mise en forme d'un autre article.
Eugene Thacker est un philosophe, poète et auteur américain. Il enseigne la théorie des médias à la New School de New York. Sa pensée est souvent associée au nihilisme et au pessimisme. Les ouvrages de Thacker incluent In the Dust of This Planet (qui fait partie de sa trilogie Horror of Philosophy ) et Infinite Resignation.

## Formation
Thacker obtient un Bachelor of Arts à l'Université de Washington, ainsi qu'un Master of Arts et un doctorat de philosophie en littérature comparée de l'Université Rutgers .[réf. nécessaire]

## Écrits

### Nihilisme, pessimisme, réalisme spéculatif
Le travail de Thacker est associé au nihilisme et au pessimisme philosophiques, ainsi qu'aux philosophies contemporaines du réalisme spéculatif et de la collapsologie. Son petit livre Cosmic Pessimism définit le pessimisme comme « la forme philosophique du désenchantement ». Comme Thacker le déclare : « Le pessimisme est le côté nocturne de la pensée, un mélodrame de la futilité du cerveau, une poésie écrite dans le cimetière de la philosophie.
En 2018, le nouveau livre de Thacker, Infinite Resignation a été publié par Repeater Books . Infinite Resignation se compose de fragments et d'aphorismes sur la nature du pessimisme, mêlant expérience personnelle et recherche philosophique. Thacker s'inscrit dans le prolongement d'écrivains tels que Thomas Bernhard, EM Cioran, Osamu Dazai, Søren Kierkegaard, Clarice Lispector, Giacomo Leopardi, Fernando Pessoa et Arthur Schopenhauer. Le New York Times a noté que « Thacker a convié cette assemblée d'éloquents renfrognés à une grande fête, et il s'est révélé être un excellent hôte. . . Ce livre fournit son lot de désarroi et de compagnons de fortune."  Un critique écrit du livre : " Infinite Resignation a sa place aux côtés de Nietzsche et Schopenhauer. . . Comme toutes les grandes œuvres de philosophie, ce livre invitera les lecteurs à remettre en question leurs croyances profondes sur la façon dont le monde fonctionne et la façon dont le monde devrait fonctionner. . . La voix de Thacker est calme, un murmure désespéré dans le vide qui est à la fois envoutant et déchirant." 
L'ouvrage philosophique majeur de Thacker est After Life, publié par l'University of Chicago Press. Dans ce document, Thacker soutient que l'ontologie de la vie opère par le biais d'une scission entre « la vie » et « le vivant », rendant possible un « déplacement métaphysique » dans lequel la vie est pensée via un autre terme métaphysique, tel que le temps, la forme ou esprit : « Chaque ontologie de la vie pense à la vie en termes de quelque chose d'autre que la vie... que quelque chose d'autre que la vie est le plus souvent un concept métaphysique, tel que le temps et la temporalité, la forme et la causalité, ou l'esprit et immanence"  Thacker retrace ce thème chez Aristote, Dionysius l'Aréopagite, John Scottus Eriugena, théologie négative, Emmanuel Kant, et Georges Bataille, montrant comment ce triple déplacement est aussi vivant dans la philosophie d'aujourd'hui. After Life comprend également des comparaisons avec la philosophie arabe, japonaise et chinoise.
L'essai de suivi de Thacker "Darklife: Negation, Nothingness, and the Will-to-Life in Schopenhauer" discute de l'ontologie de la vie en termes de négation, d'éliminativisme et de "relation inverse entre logique et vie". Plus précisément, Thacker soutient que la philosophie de Schopenhauer pose une « vie sombre » en opposition à « l'ontologie de la générosité » des penseurs idéalistes allemands tels que Hegel et Schelling. Thacker a également écrit dans la même veine sur le rôle de la négation et du « néant » dans l'œuvre du philosophe mystique Meister Eckhart. En fin de compte, Thacker plaide pour un scepticisme à l'égard de la « vie » : « La vie n'est pas seulement un problème de philosophie, mais un problème pour la philosophie.

### Horreur et philosophie
Le livre le plus lu de Thacker est In the Dust of This Planet, qui fait partie de sa trilogie Horror of Philosophy.  Dans ce document, Thacker explore l'idée du « monde impensable » tel que représenté dans le genre de la fiction d'horreur, dans les philosophies du pessimisme et du nihilisme et dans les philosophies du mysticisme apophatique (« ténèbres »). Dans le premier volume, Dans la poussière de cette planète, Thacker appelle l'horreur de la philosophie « l'isolement de ces moments où la philosophie révèle ses propres limites et contraintes, des moments où la pensée affronte de manière énigmatique l'horizon de sa propre possibilité ». Thacker distingue le "monde-pour-nous" (la vision du monde centrée sur l'humain) et le "monde-en-soi" (le monde tel qu'il existe objectivement), de ce qu'il appelle le "monde-sans-nous". " : "le monde-sans-nous se situe quelque part entre les deux, dans une zone nébuleuse à la fois impersonnelle et horrible."  Dans ce volume et les autres de la trilogie, Thacker parle d'un large éventail d'œuvres : HP Lovecraft, Algernon Blackwood, Edgar Allan Poe, Dante's Inferno, Les Chants de Maldoror du comte de Lautréamont, le mythe de Faust, l'artiste manga Junji Ito, contemporain les auteurs d'horreur Thomas Ligotti et Caitlín Kiernan, le film d'horreur K et la philosophie de Schopenhauer, Rudolph Otto, le mysticisme médiéval ( Meister Eckhart, Angela de Foligno, Jean de la Croix ), la philosophie occulte et la philosophie de l'école de Kyoto.
Les écrits de Thacker sur la philosophie et l'horreur s'étendent à ce qu'il appelle les médias sombres, ou technologies intermédiaires entre le naturel et le surnaturel, et indiquent les limites de la perception et de la connaissance humaines. De même, Thacker a écrit une série d'essais sur la « nécrologie », définie comme la décadence ou la désintégration du corps politique. Thacker discute de la peste, de la possession démoniaque et des morts-vivants, en s'appuyant sur l'histoire de la médecine, la biopolitique, la théologie politique et le genre de l'horreur.

### Philosophie, Science, Technologie
Les travaux antérieurs de Thacker adoptent des approches de la philosophie des sciences et de la technologie et examinent la relation entre la science et la science-fiction. Des exemples sont son livre Biomedia, et ses écrits sur la bioinformatique, la nanotechnologie, la bioinformatique, les systèmes adaptatifs complexes, l'intelligence en essaim et la théorie des réseaux. Le concept de biomédia de Thacker est défini comme suit : « Le biomédia implique la recontextualisation informatique de composants et de processus biologiques, à des fins qui peuvent être médicales ou non médicales... et avec des effets autant culturels, sociaux et politiques que scientifiques. " Thacker précise : « les biomédias font continuellement la double exigence que l'information se matérialise... les biomédias dépendent d'une compréhension du biologique comme informationnelle mais non immatérielle. »  Dans son livre The Global Genome: Biotechnology, Politics, and Culture, Thacker se penche sur les développements de l'ingénierie tissulaire où les appareils techno-mécaniques disparaissent complètement de sorte qu'il semble que la technologie soit le corps naturel. Selon les mots de Thacker, « la biotechnologie est donc invisible mais immanente ».
En 2013, Thacker, avec Alexander Galloway et McKenzie Wark, a publié le livre co-écrit Excommunication: Three Inquiries in Media and Mediation . En ouverture du livre, les auteurs demandent « Est-ce que tout ce qui existe, existe pour moi présenté et représenté, pour être médiatisé et remédié, pour être communiqué et traduit ? Il y a des situations médiatrices dans lesquelles l'hérésie, l'exil ou le bannissement l'emportent, et non la répétition, la communion ou l'intégration. Il existe certains types de messages indiquant qu'« il n'y aura plus de messages ». Donc pour chaque communication il y a une excommunication corrélative."  Cette approche a été désignée sous le nom de « New York School of Media Theory ».

### Autres écrits
La poésie et la fiction de Thacker sont apparues dans diverses anthologies littéraires et magazines. Thacker a produit des projets d'art du livre, et un anti-roman intitulé An Ideal for Living, dont le poète et écrivain conceptuel américain Kenneth Goldsmith a déclaré : « c'est un livre important... ces pages s'inspirent de Burroughs et Gibson, tout en pointant de manière prémonitoire vers le chemin d'écriture basé sur le Web qui prendrait au cours de la prochaine décennie. »  Dans les années 1990, Thacker, avec Ronald Sukenick et Mark Amerika, a créé Alt-X Press, pour lequel il a édité l'anthologie d'écriture expérimentale Hard_Code.
Thacker est un contributeur de la section The Japan Times Books, où il a écrit sur le travail de Junji Ito, Osamu Dazai, Haruo Sato, Keiji Nishitani, Izumi Kyōka, Edogawa Rampo et la poésie de la mort zen.
Thacker a écrit une chronique pour le Mute Magazine basé à Londres intitulée "Occultural Studies", écrivant sur des sujets tels que le poète surréaliste Robert Desnos, la philosophie de Schopenhauer, les écrits d'horreur de Thomas Ligotti et la musique de And Also The Trees.
Thacker a écrit des Préfaces aux éditions anglaises des œuvres d'EM Cioran, publiées par Arcade Press. Il a fourni la préface et les annotations au roman d'horreur de 1988 de Clive Barker , Cabal, dans une édition spéciale publiée par Fiddleblack Press. Thacker fait partie du groupe éditorial de Schism, une presse philosophique et littéraire underground.
Thacker a contribué à des livres en édition limitée produits par Zagava Press, y compris son essai sur la vie et les écrits de J.-K. Huysmans. Thacker a également participé à la série de colloques et de publications sur la « théorie du black metal ».

### D'autres activités
Thacker a également collaboré avec des artistes et des musiciens. Ceux-ci incluent le collectif d'art Fakeshop, qui a présenté l'art et l'installation à Ars Electronica, ACM SIGGRAPH 2000, et la 2000 Whitney Biennial. Thacker a également collaboré avec Biotech Hobbyist et a co-écrit un livre d'art Creative Biotechnology: A User's Manual.. En 1998, Thacker a produit un CD de noise music publié par Extreme Records  ainsi qu'un split CD avec Merzbow /Masami Akita, faisant partie du Extreme Records Merzbow Box Set sorti en 2000.

## Influence
Dans une interview avec le Wall Street Journal, Nic Pizzolatto, créateur et écrivain de True Detective, cite In the Dust of This Planet de Thacker comme une influence sur la série télévisée, en particulier la vision du monde du personnage principal Rust Cohle, ainsi que plusieurs autres livres : Nihil Unbound de Ray Brassier, The Conspiracy Against the Human Race de Thomas Ligotti , Confessions of an Antinatalist de Jim Crawford et Better Never Have Been de David Benatar.
En septembre 2014, le Radiolab du WNYC a diffusé une émission intitulée "In the Dust of This Planet". Le programme a retracé l'appropriation du livre du même nom de Thacker dans l'art contemporain, la mode, la vidéo musicale et la culture populaire. Le livre de Thacker et le podcast Radiolab ont été couverts par Glenn Beck sur TheBlazeTV. Thacker a commenté les « mèmes du nihilisme » dans une interview : « Est-ce par hasard qu'à un moment où nous avons pris une conscience aiguë des défis concernant le changement climatique mondial, nous avons également créé cette bulle de médias sociaux ? Je trouve que les médias sociaux et la culture médiatique sont généralement un cirque insipide, désespéré et auto-glorifiant de solipsisme spécifique à l'espèce - ironiquement, la stupidité de notre espèce pourrait être son seul héritage." 
Thacker et son livre In the Dust of This Planet sont référencés par la chaîne YouTube Wisecrack.
L'auteur de bandes dessinées Warren Ellis cite comme influence les philosophies nihilistes de Thacker et Peter Sjöstedt-H pour sa série Karnak: The Flaw in All Things de 2017. une ré-imagination du personnage original de Marvel Inhumans Karnak.
L'écriture de Thacker et Thomas Ligotti est citée comme une influence sur l'album 2021 The Nightmare of Being du groupe de death metal mélodique de Göteborg At The Gates. Thacker a également fourni les paroles de la chanson "Cosmic Pessimism".